# Bărbat
Pour les articles homonymes, voir Barbat.
Bărbat  est le frère et successeur du voïvode Litovoi dont le  territoire était  compris dans le nord de l'Olténie (Roumanie).

## Contexte
En 1278 (ou entre 1277 et 1280), Litovoi rejette sa fidélité au roi Ladislas IV de Hongrie   quand le roi lui réclame ses terres pour la couronne, mais Litovoi refuse de lui payer  tribut. Le roi Ladislas IV  envoie une expédition punitive contre son vassal, et Litovoi est tué dans un combat contre les armées Hongroises . 
Bărbat  fait prisonnier  et envoyé à la cour royale où il est obligé non seulement de payer une  rançon mais également de reconnaitre le pouvoir hongrois.  Après que  Bărbat a accepté sous contrainte la suzeraineté de la Hongrie il retourne dans son État. 
Tous ces événements  sont évoqués dans une lettre de donation signée en date du  8 janvier 1285, dans laquelle le roi Ladislas IV  accorde des villages situés dans le  comté de Sáros situé actuellement en Slovaquie, à Maître Georges, fils de Simon, qui avait été envoyé contre Litovoi.

## Sources
- (en) Cet article est partiellement ou en totalité issu de l’article de Wikipédia en anglais intitulé « Bărbat » (voir la liste des auteurs), édition du 5 juillet 2012.
- (en) Georgescu, Vlad (Auteur) – Calinescu, Matei (Éditeur) – Bley-Vroman, Alexandra (Traducteur): The Romanians – A History; Ohio State University Press, 1991, Columbus;  (ISBN 0-8142-0511-9).
- (en) Makkai, László: From the Hungarian conquest to the Mongol invasion; in: Köpeczi, Béla – Makkai, László; Mócsy, András; Szász, Zoltán – Barta, Gábor: History of Transylvania - Volume I: From the beginnings to 1606; Akadémiai Kiadó, 1994, Budapest;   (ISBN 963-05-6703-2).
- (en) Pop, Ioan Aurel: Romanians and Romania: A Brief History; Columbia University Press, 1999, New York;  (ISBN 0-88033-440-1).
- (en) Vásáry, István: Cumans and Tatars: Oriental Military in the Pre-Ottoman Balkans, 1185-1365; Cambridge University Press, 2005, Cambridge;  (ISBN 0-521-83756-1).